# Urmel aus dem Eis (1969)

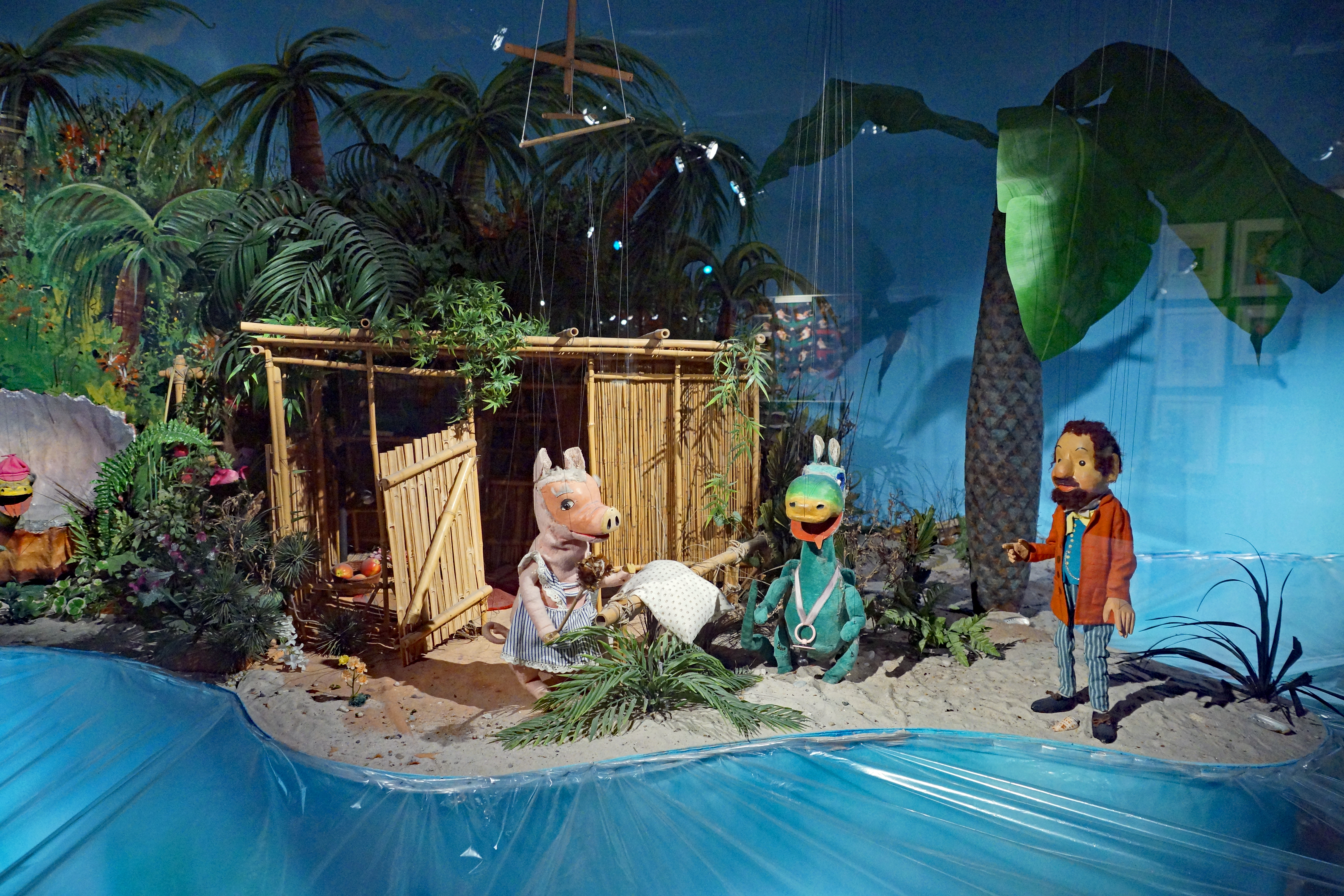
Szene aus einem Urmel-Film der Augsburger Puppenkiste mit Wutz, Urmel und Prof. Habakuk Tibatong (von links)

Urmel aus dem Eis ist ein vom Hessischen Rundfunk produziertes und im deutschen Fernsehen ausgestrahltes Marionetten-Spiel der Augsburger Puppenkiste. Regie führte Harald Schäfer. Der Film basiert auf dem gleichnamigen Roman Max Kruses. Die Gesamtleitung übernahm Josef Göhlen.

## Handlung
Die Handlung ist in vier Teile gegliedert.

### Der Eisberg
Prof. Habakuk Tibatong bringt in seinem Heimatland Pumpolonien Tieren das Sprechen bei. Die Methode hat er an seinem Hausschwein Wutz erprobt. Als man ihn jedoch in Folge eines Artikels über ein angebliches prähistorisches Urmel als Scharlatan bezeichnet, muss er mit Wutz und dem Waisenjungen Tim Tintenklecks fliehen, bevor man ihm für diesen das Sorgerecht entzieht. Zusammen funktionieren sie Wutz‘ „Schlummertonne“ zu einem Boot um und landen auf der Südseeinsel Titiwu. Dort bringt der Professor auch dem Waran Wawa, dem Pinguin Ping, dem See-Elefanten Seelefant und dem Schuhschnabel Schusch das Sprechen bei, allerdings entwickeln alle einen Sprachfehler – Seelefant, der sogar auf eigenen Wunsch Gesangsstunden bekommt, hat Schwierigkeiten mit den „E“- und „I“-Vokalen, die bei ihm wie ein „Ö“ klingen, Schusch spricht das „R“ wie ein „L“ aus, bei Ping ist es ein „Pf“ anstatt einem „Sch“ und Wawa beherrscht das „S“ und das „Z“ nicht, stattdessen spricht er es wie ein „Sch“ bzw. wie ein „Tsch“ aus. Als eines Tages ein Eisberg strandet und die Bewohner ein Ei in ihm finden, beschließen sie, es auszubrüten. Der Professor schließt die Möglichkeit nicht aus, dass es sich um ein Urmel-Ei handelt. Tatsächlich schlüpft ein Urmel, welches fortan von Wutz gepflegt wird. Der Professor schickt sofort seinem Rivalen Zwengelmann einen Brief, in dem er das lebende Urmel bestätigt. Die Folge endet damit, dass Wutz den Professor fragt, ob er damit keine Dummheit gemacht hat.

### Der Schuss
Als Zwengelmann den Brief liest, geht er sofort zum gestürzten König Pumponell und fordert eine Expedition. Der zum Großwildjäger gewordene Pumponell zeigt ungeheures Interesse, sowohl am Urmel, als auch an sprechenden Tieren. Deshalb fliegt er selbst, ohne Zwengelmann, nur mit Diener Sammi nach Titiwu. Zunächst gelingt es den Einwohnern, das Urmel versteckt zu halten. Bald jedoch wird Pumponell immer aufdringlicher. Prof. Tibatong beteuert, alles sei nur ein Hirngespinst seiner selbst gewesen. In diesem Moment platzt das Urmel, das mit der Zeit auch selbst das Sprechen gelernt hat, herein und Pumponell schießt. Dank Tims Eingriff geht der Schuss nur in die Luft und das Urmel entkommt im Chaos. Es läuft in den umliegenden Wald. Der empörte König schwört es dennoch zu finden und mit sich zu nehmen.

### Das Abenteuer
Auf seiner Flucht trifft Urmel auf Wawa, der es in einer Höhle in Sicherheit bringt. Er bittet es zwar, nicht weiter in die Höhle zu gehen, bis er Hilfe geholt hat, aber Urmel erkundet sie trotzdem. Als es an einer Quelle mit Lachgas heftig zu lachen anfängt, lösen sich Tropfsteine, wovon einer Urmel am Kopf trifft, sodass es in Ohnmacht fällt. Als Wawa seine Freunde alarmiert, können sie zwar gemeinsam Urmel bergen, bekommen aber auch den Einfluss des Gases zu spüren. Nachts begegnet Wawa Pumponell und Sammi am Strand und behauptet, Urmel sei noch immer in der Höhle und er könne die anderen Inselbewohner nicht leiden. Sein Plan ist es, Pumponell in die Irre zu führen und ihn dem Lachgas zu überlassen. Dieser Plan scheitert jedoch, da, als sie dem Lachgas ausgesetzt sind, der Berg einzustürzen beginnt und Wawa sie von der Quelle fortzieht. Als Pumponell dann, noch unter Einfluss des Lachgases, die Riesenkrabbe in der Höhle sieht, hält er diese für das Urmel und schießt, wodurch die Höhle fast einstürzt und der Eingang verschüttet wird. Bei den anderen Bewohnern der Insel macht sich das als Erdbeben bemerkbar.

### Die Rettung
Da Wawa ebenfalls in der Höhle ist, entschließt man sich, die Verschütteten zu retten. Tim hat den Einfall, man könnte Wutz’ „Schlummertonne“ zum Unterseeboot machen. So geschieht es. Die Tonne wird dann von Seelefant durch einen Durchgang in die Höhle gezogen. Vor seiner Rettung muss Pumponell noch schwören, dem Urmel nichts zu tun. Urmel, das sich eigentlich noch von seiner Verletzung erholen soll, steht heimlich aus seinem Bett auf und läuft in eine Falle des Königs. Dieser steht jedoch zu seinem Wort und lässt Urmel nach einem kurzen Rundflug über die Insel wieder frei.

## Synchronisation
| Rolle                  | Figur         | Stimme                   |
| ---------------------- | ------------- | ------------------------ |
| Urmel                  | Urmel         | Max Bößl                 |
| Wutz                   | Schwein       | Herbert Mayer            |
| Wawa                   | Waran         | Hanns-Joachim Marschall  |
| Ping                   | Pinguin       | Margot Schellemann       |
| Schusch                | Schuhschnabel | Ernst Ammann             |
| Prof. Habakuk Tibatong | Mensch        | Walter Oehmichen         |
| Pumponell              | Mensch        | Sepp Strubel             |
| Seelefant              | See-Elefant   | Walter Schellemann       |
| Sammi                  | Mensch        | Claudia Hansmann-Strubel |
| Tim Tintenklecks       | Mensch        | Gerlind Ohst             |
| Dr. Zwengelmann        | Mensch        | Manfred Jenning          |
| Erzähler               |               | Manfred Jenning          |
| Urmelmutter            | Urmel         | Rose Oehmichen           |

## Urmellied
Bekanntheit im Zusammenhang mit der Puppenaufführung der Augsburger Puppenkiste erlangte das so genannte Urmellied. Urmel singt ein Lied von Kindern, die von der Entdeckungslust gepackt werden und „schöne Sachen sehen“ wollen. Die Mütter ermahnen die Kinder allerdings, brav im Zimmer zu bleiben und zu schlafen.
Die Kinder gehen trotzdem aus dem Zimmer und kommen erst später wieder zu ihren Müttern zurück, worauf sie ausgeschimpft werden. Die Kinder bitten dann ihre Mütter, doch nicht böse zu sein, weil sie doch „schöne Sachen sehen“ müssten.

## Trivia
- Schusch hat einen anderen Sprachfehler als im Buch. Anstatt das „i“ wie ein „ä“ auszusprechen, spricht er statt des „r“ ein „l“.
- Aufgrund des großen Erfolgs wurde 1974 eine Fortsetzung namens Urmel spielt im Schloß verfasst. Wie ihr Vorgänger bestand sie aus vier Folgen, basierte allerdings auf zwei Büchern von Max Kruse: Die ersten beiden Folgen fußen auf dem Buch Urmel spielt im Schloß, die dritte und vierte Episode auf Urmels toller Traum.
- Sammi wird sowohl im Buch als auch in der Puppenkiste zwar als König Pumponells Diener beschrieben, jedoch in der Adaption als etwa 16-18-jähriger Junge dargestellt, dessen Verhalten dem eines Dieners zudem nicht sonderlich entspricht; oft ist Pumponell von Sammis Jammerei ("Hunger, Durst, Schlaf!") genervt.

## Kritiken
„Einer der Klassiker aus der Puppenkiste mit liebevollen Figuren, einem versöhnlichen Ende und den üblichen blauen Plastikmüllsäcken und Seifenblasen, die das Meer darstellten. Und der Wutzenruf „Urmel! Urmeliii!“ bleibt für immer im Ohr. Urmels Stimme gehörte Max Bößl, der Erfahrung mit Geschöpfen hatte, die eigentlich nicht reden können. Er hatte 1964 Kater Mikesch gesprochen. Die Serie war auch im Ausland ein Erfolg: Sie wurde in mehr als 30 Ländern verkauft. Fünf Jahre später kehrten die beliebten Figuren in Urmel spielt im Schloss ins Fernsehen zurück.“